# Ради Василев
Ради Дончев Василев е български политик от Демократическия сговор, министър на земеделието и държавните имоти през 1936 – 1937 година.

## Биография
Ради Василев е роден през 1883 година в село Козлуджа, Варненско. Завършва гимназия във Варна, а през 1906 година – право в Софийския университет „Свети Климент Охридски“. През 1923 година се включва в новосъздадения Демократически сговор и е избран за народен представител, какъвто остава до 1934 година.
През 1925 година Василев основава заедно със свои съмишленици Съюза на народните кооперативни банки и става негов председател. В периода 4 юли 1936 – 21 май 1937 година е министър на земеделието и държавните имоти във второто правителство на Георги Кьосеиванов. От 1935 година е управител на Българска земеделска кредитна банка.